# Sendust
Sendust (japanisch geschrieben: センダスト) ist ein weichmagnetisches Metallpulver für Magnetkerne, das 1936 an der Kaiserlichen Universität Tōhoku in Sendai, Japan vom Metallurgisten  Masumoto Hakaru als Alternative zu Permalloy in Spulen für Telefonnetze entwickelt wurde. Der Name ist ein Kunstwort und bedeutet Staub (engl.: dust) aus Sendai: Sen-dust.
Die Sendust-Legierung besteht typischerweise aus 85 % Eisen, 9 % Silicium und 6 % Aluminium.
Das Pulver wird zu Magnetkernen für Spulen gesintert. Sendust-Kerne haben eine hohe magnetische Permeabilität, geringe magnetische Verluste und eine gute Temperaturstabilität.
Sendust ist härter als Permalloy und ist daher für abriebgefährdete Anwendungen wie Tonköpfe in Audioaufzeichnungsgeräten sinnvoll. Für moderne Applikationen im Bereich von Video- und Datenaufzeichnungen ist es auf Grund schlechten Hochfrequenzverhaltens nicht geeignet.